# Lygodesmia
 Lygodesmia  D.Don, 1829 è un genere di piante angiosperme dicotiledoni della famiglia delle Asteraceae.

## Etimologia
Il nome scientifico del genere è stato definito dal botanico David Don (1799 - 1841) nella pubblicazione " Edinburgh New Philosophical Journal. Edinburgh" ( Edinburgh New Philos. J. 6: 311) del 1829.

## Descrizione

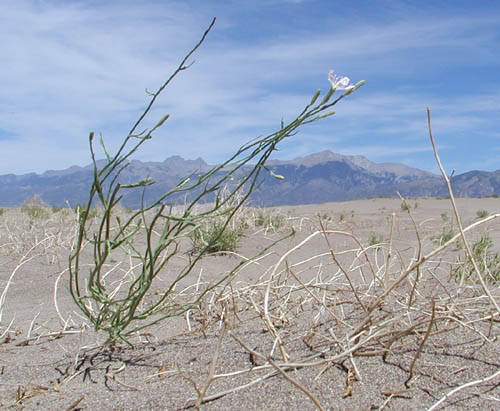
Il portamento
Lygodesmia juncea

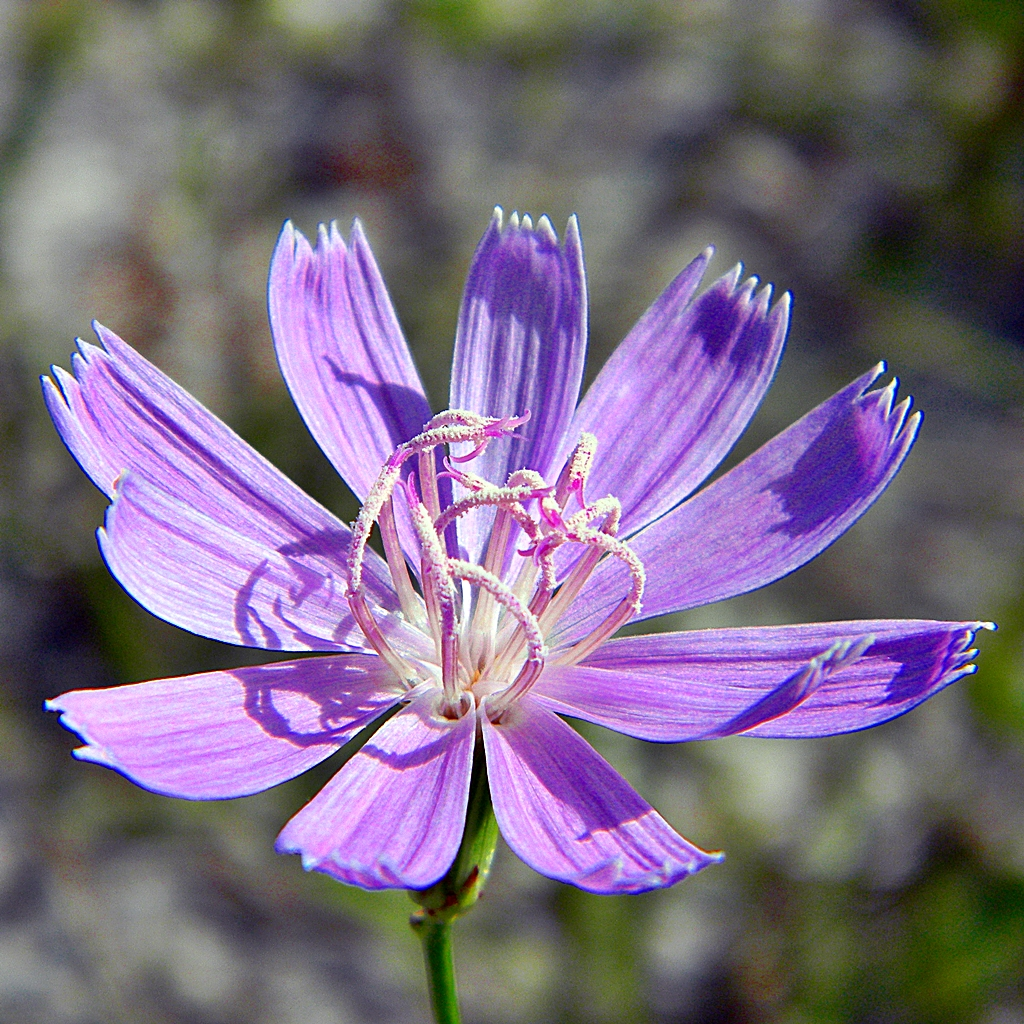
Infiorescenza
Lygodesmia aphylla

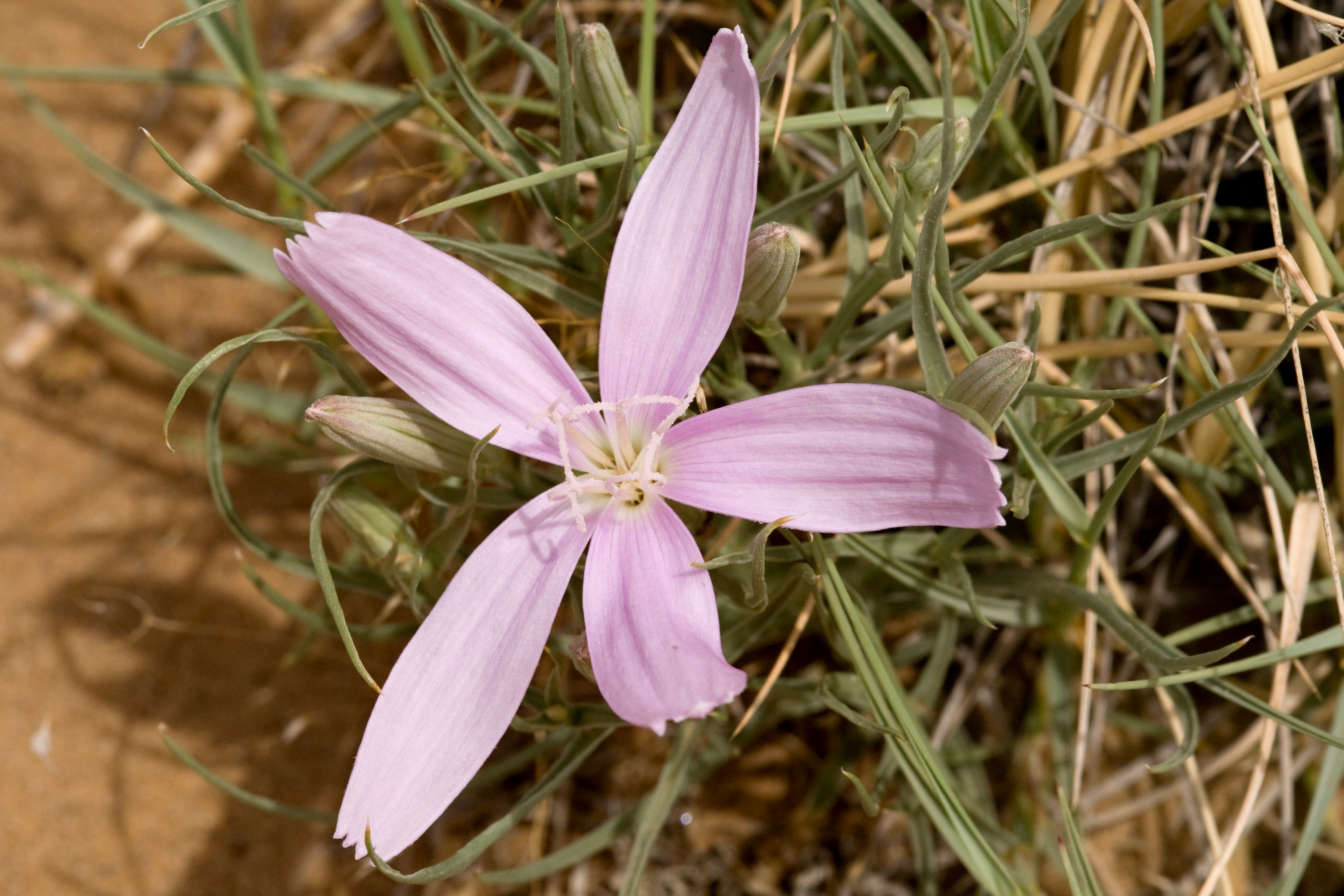
I fiori
Lygodesmia grandiflora

Habitus. Le specie di questo genere, con cicli biologici annuali o perenni, sono piante non molto alte. Il portamento raramente è subarbustivo. Tutte le specie del gruppo sono provviste di latice.
Fusto. I fusti (da 1 a 5 per pianta), in genere eretti e ascendenti, sono di solito solitari e mediamente ramificati. Il colore è grigio / grigio-verde. Le radici in genere sono di tipo fittonante o rizomatoso. Altezza media delle piante: 5 – 80 cm.
Foglie. Sono presenti sia foglie formanti delle rosette basali che cauline con disposizione alterna. Le foglie sono sessili, con lamine da lineari a subulate (a volte sono ridotte a delle squame) con margini interi o debolmente pennati (con lobi laciniati). La superficie può essere ricoperta da peli semplici o ramificati (raramente è tomentosa).
Infiorescenza. Le sinflorescenze, composte da uno o più capolini terminali, sono sciolte o corimbose. I capolini, solamente di tipo ligulifloro, sono formati da un involucro portato da un peduncolo sotteso da un calice con 8 - 16 brattee ovate disposte su 1 - 2 serie disuguali. L'involucro è composto da diverse brattee (o squame) all'interno delle quali un ricettacolo fa da base ai fiori ligulati. L'involucro ha una forma più o meno cilindrica ed è formato da una o due serie di 5 - 12 brattee ineguali. Il ricettacolo, alla base dei fiori, è nudo (senza pagliette). Diametro dell'involucro: 5 – 8 mm.
Fiori. I fiori (pochi per capolino; da 5 a 12), tutti ligulati, sono tetra-ciclici (ossia sono presenti 4 verticilli: calice – corolla – androceo – gineceo) e pentameri (ogni verticillo ha in genere 5 elementi). I fiori sono ermafroditi, fertili e zigomorfi.
- Formula fiorale:

*/x K {\displaystyle \infty }, [C (5), A (5)], G 2 (infero), achenio
- Calice: i sepali del calice sono ridotti ad una coroncina di squame.
- Corolla: le corolle sono formate da un tubo e da una ligula terminante con 5 denti; il colore è rosa, porpora o bianco.
- Androceo: gli stami sono 5 con filamenti liberi e distinti, mentre le antere sono saldate in un manicotto (o tubo) circondante lo stilo.[11] Le antere sono codate e allungate con una appendice apicale; i filamenti sono lisci. Il polline è tricolporato e di colore arancio.[12]
- Gineceo: lo stilo è filiforme. Gli stigmi dello stilo sono due divergenti, corti, smussati e ricurvi con la superficie stigmatica posizionata internamente (vicino alla base).[13] L'ovario è infero uniloculare formato da 2 carpelli.

Frutti. I frutti sono degli acheni con pappo. Gli acheni, colorati da verde chiaro a marrone chiaro, hanno una forma da oblunga a obovoide-obconica con apice troncato e privi di becco (non sono compressi); in alcuni casi gli acheni sono provvisti di diverse coste longitudinali. Il pappo si compone di 60 - 80 setole scabre o barbate, più o meno connate disposte su più serie.

## Biologia
- Impollinazione: l'impollinazione avviene tramite insetti (impollinazione entomogama tramite farfalle diurne e notturne).
- Riproduzione: la fecondazione avviene fondamentalmente tramite l'impollinazione dei fiori (vedi sopra).
- Dispersione: i semi (gli acheni) cadendo a terra sono successivamente dispersi soprattutto da insetti tipo formiche (disseminazione mirmecoria). In questo tipo di piante avviene anche un altro tipo di dispersione: zoocoria. Infatti gli uncini delle brattee dell'involucro (se presenti) si agganciano ai peli degli animali di passaggio disperdendo così anche su lunghe distanze i semi della pianta.

## Distribuzione e habitat
La distribuzione è unicamente Americana (dal Canada meridionale al Messico settentrionale).

## Tassonomia
La famiglia di appartenenza di questa voce (Asteraceae o Compositae, nomen conservandum) probabilmente originaria del Sud America, è la più numerosa del mondo vegetale, comprende oltre 23.000 specie distribuite su 1.535 generi, oppure 22.750 specie e 1.530 generi secondo altre fonti (una delle checklist più aggiornata elenca fino a 1.679 generi). La famiglia attualmente (2021) è divisa in 16 sottofamiglie.

### Filogenesi
Il genere di questa voce appartiene alla sottotribù Microseridinae della tribù Cichorieae (unica tribù della sottofamiglia Cichorioideae). In base ai dati filogenetici la sottofamiglia Cichorioideae è il terz'ultimo gruppo che si è separato dal nucleo delle Asteraceae (gli ultimi due sono Corymbioideae e Asteroideae). La sottotribù Microseridinae fa parte del "quinto" clade della tribù; in questo clade insieme alla sottotribù Cichoriinae forma un "gruppo fratello".
I seguenti caratteri sono distintivi per la sottotribù:
- il polline è colorato di arancio;
- la distribuzione è relativa al Nuovo Mondo.

Il genere di questa voce, nell'ambito filogenetico della sottotribù, occupa una posizione vicina ai generi Chaetadelpha e Shinnersoseris  (insieme formano un clade filogenetico).  Alcuni Autori, considerando l'estensione della sottotribù, l'hanno suddivisa in 8 entità (o alleanze) informali. Il genere di questa voce è stato associato al gruppo 'Alleanza Lygodesmia formato dai generi Chaetadelpha, Lygodesmia e Shinnersoseris. Il genere di questa voce in precedenti classificazioni era descritto all'interno della sottotribù (non più valida) Stephanomeriinae.
I caratteri distintivi per le specie di questo genere sono:
- il ciclo biologico è perenne;
- gli steli sono verdi (simili al giungo);
- le foglie basali hanno una disposizione alterna e in genere sono molto ristrette;
- il ricettacolo è nudo;
- i capolini hanno pochissimi fiori;
- gli acheni sono polimorfici.

Il numero cromosomico della specie è: 2n = 14 e 18 (specie diploidi, raramente triploidi).

### Elenco delle specie
Questo genere ha 6 specie:
- Lygodesmia aphylla DC.
- Lygodesmia exigua  (A.Gray) A.Gray
- Lygodesmia grandiflora  Torr. & A.Gray
- Lygodesmia juncea  (Pursh) D.Don ex Hook.
- Lygodesmia ramosissima  Greenm.
- Lygodesmia texana  (Torr. & A.Gray) Greene ex Small

### Sinonimi
Sono elencati alcuni sinonimi per questa entità:
- Erythremia Nutt.
- Prenanthella  Rydb.